# 阿爾及利亞民主運動
阿爾及利亞民主運動（法語：Mouvement pour la démocratie en Algérie）是一個由前阿爾及利亞總統艾哈邁德·本·貝拉於1984年創立的溫和伊斯蘭主義政黨，該政黨曾杯葛在2002年舉行的該屆全國人民議會選舉。